# Ocelová konstrukce

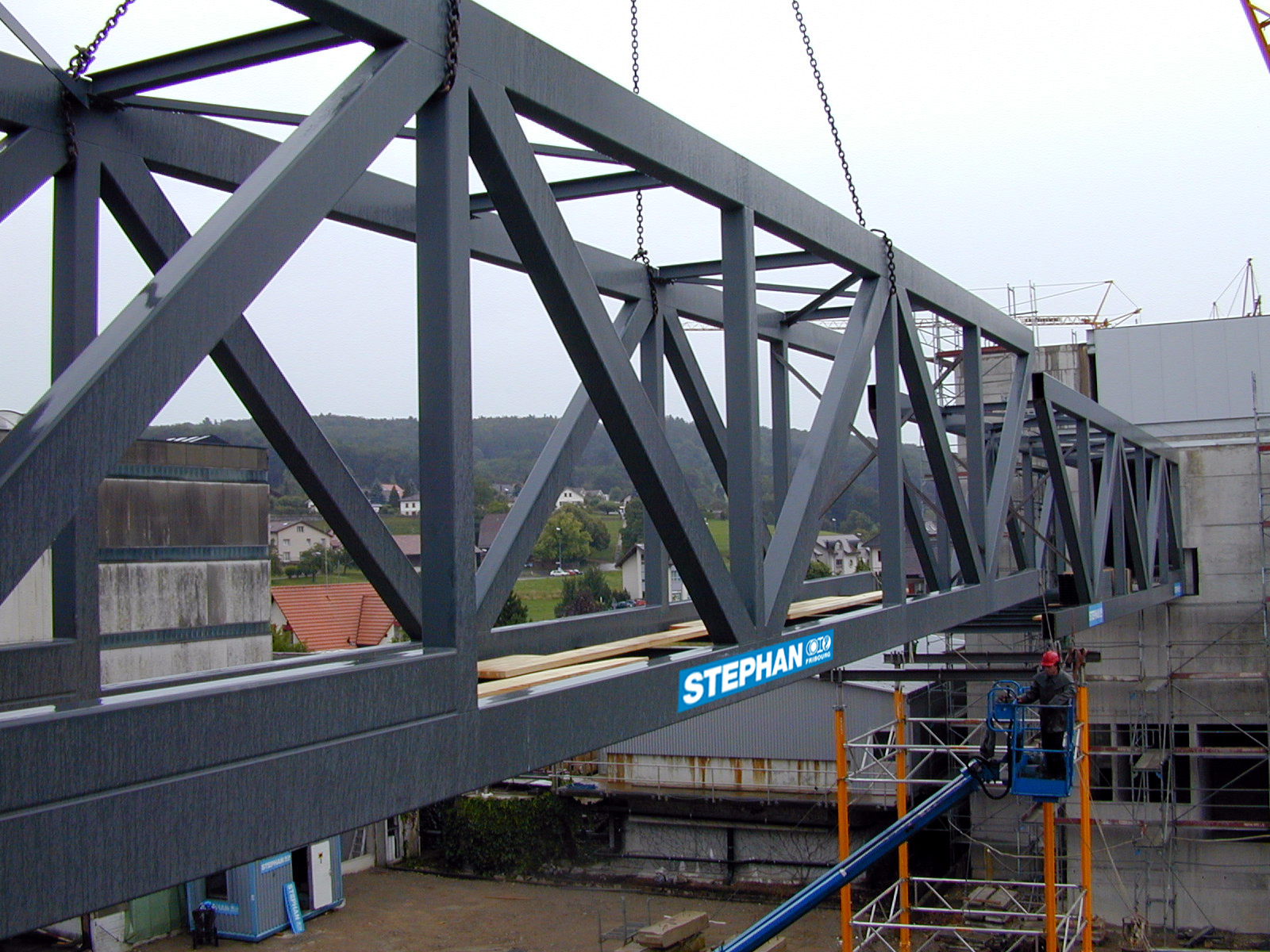
Konstrukce ocelové lávky

Ocelové konstrukce je stavební konstrukce, kde hlavní nosný systém tvoří ocelové prvky. Konstrukce může být např. trámová, příhradová či rámová. K typickým využitím ocelových konstrukcí patří ocelové skelety budov, ocelové mostní konstrukce, průmyslové haly, různé věže, vysílače, stožáry elektrického vedení či rozhledny.
Ocelové konstrukce se typicky skládají ze sloupů, nosníků, příčlí či vazníků. Jednotlivé prvky byly tradičně spojovány pomocí nýtů, v současnosti se uplatňují šrouby či svařování.

## Historie
Železo jako nosný materiál byl používán v čínské dynastii Ming pro stavbu řetězových mostů dlouhých přibližně 60 metrů. V Evropě se první větší mosty s konstrukcí ze železa se objevily v 18. století – například Coalbrookdale Bridge  z šedé litiny z roku 1779 s délkou 30 metrů.
K velkému rozmachu výstavby ocelových konstrukcí pak došlo během průmyslové revoluce v 19. století a následně ve 20. století. Příklady jsou například Menai Suspension Bridge ve Walesu či nedaleký Britannia Bridge nebo Royal Albert Bridge.

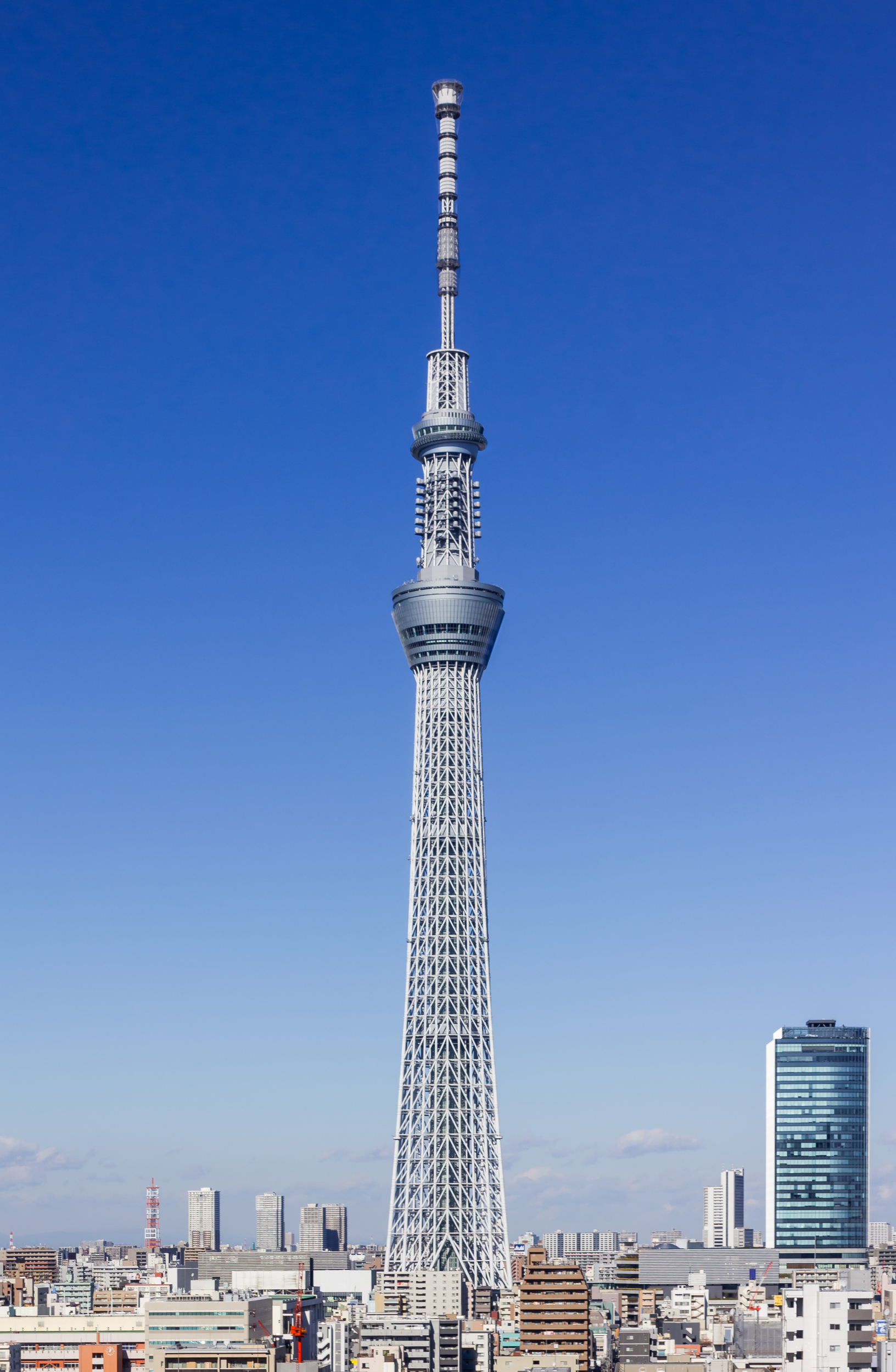
Tokyo Sky Tree je díky své ocelové konstrukci jedna z nejvyšších staveb světa

V 21. století tvoří ocelové konstrukce nejvyšší stavby světa (Tokyo Sky Tree – 634 m, 2011, věž v Kantonu – 600 m, 2010), je také významnou součástí nejvyšších budov světa (například dubajské Budrž Chalífa či umožňuje veliké rozpětí stadionů a hal (Singapurský národní stadion – rozpětí konstrukce 310 m, Pekingský národní stadion – hmotnost oceli 42 Mt).

### V českých zemích
V českých zemích na začátku 19. století inženýr Bedřich Schnirch realizoval celkem 15 řetězových mostů – například Most císaře Františka I. či Stádlecký most. Jednou z nejpopulárnějších historických ocelových konstrukcí v Česku je Petřínská rozhledna z roku 1901.
Na začátku 21. století se v Česku využívalo největší množství oceli na strojírenství, 10 % bylo určeno jako výztuž do betonu a 5 % na ocelové konstrukce. Z 75 % těchto ocelových konstrukcí šlo o skelety budov, haly či pavilony, 5 % na mosty a dalších 20 % na speciální stavby jako jsou věže, hutní stavby, zásobníky či vodní stavby.

## Výhody a nevýhody
Výhodou konstrukční oceli je její homogenita a možnost velké tvarové variability při zachování vysoké výrobní přesnosti. Konstrukce, jakož i odpadní materiál je 100% recyklovatelný. Významnou předností je snadná montáž a rychlý postup výstavby s minimem technologických přestávek.
Nevýhodou mohou být větší štíhlost ocelových prvků a související stabilitní problémy. Ačkoliv je ocel nehořlavá, již při teplotách okolo 500 °C se rapidně zhoršují její mechanické vlastnosti a může dojít k rychlému kolapsu konstrukce. Ocelové konstrukce jsou také náchylnější k dynamické odezvě. Velkým problémem konstrukcí vystavených povětrnostním podmínkám je koroze.

## Druhy profilů

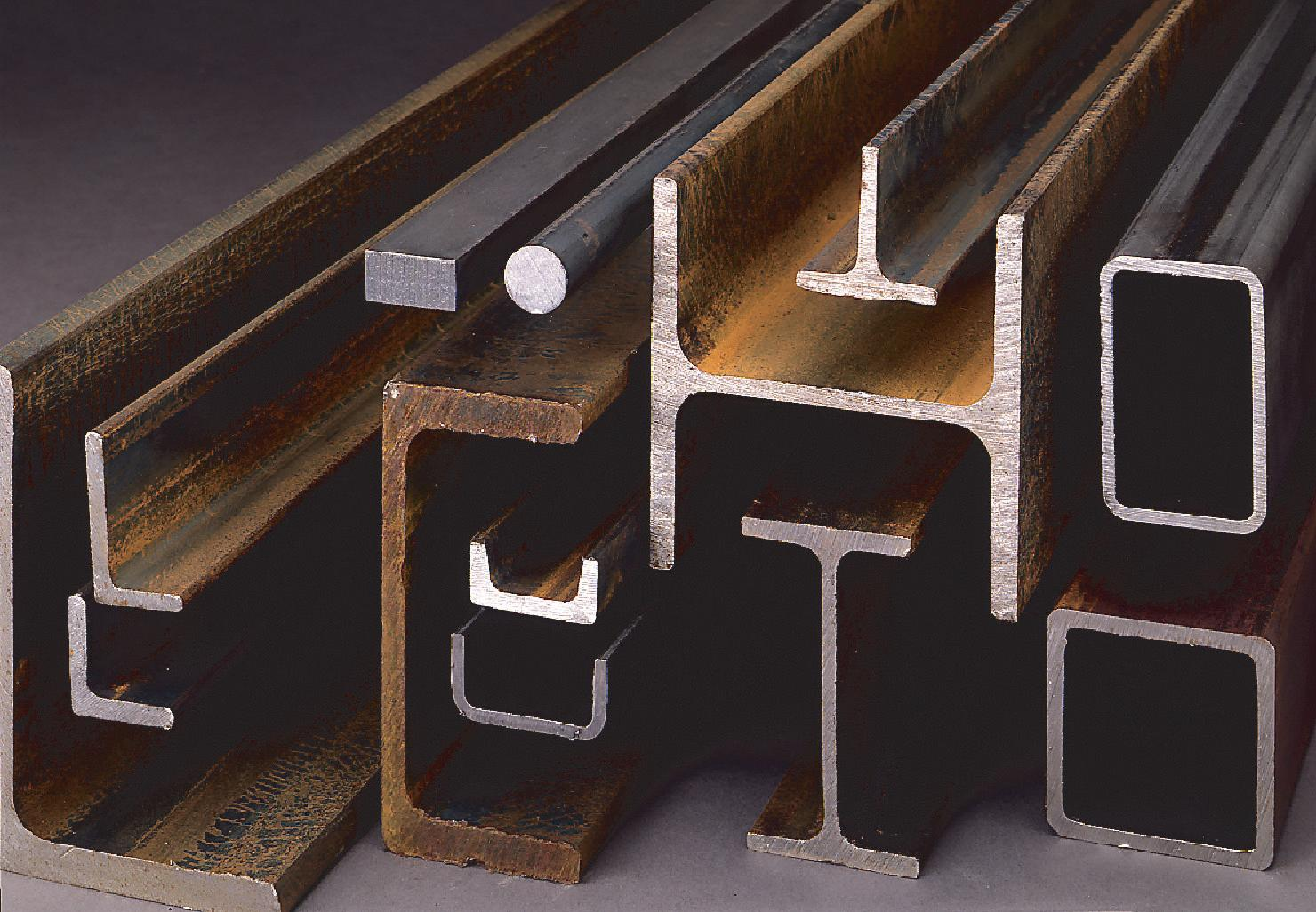
Profily ocelových prvků

Prvky ocelové konstrukce mohou mít v řezu mnoho tvarů (profilů). Dělí se hlavně na:
- válcované profily – tvary L, I, U, T[2]
- ploché profily (svařované)

## Ocelové haly
Ocelová konstrukce se nejčastěji oplášťuje sendvičovými panely. Sendvičové panely se uchycují k bočním ocelovým paždíkům či střešním ocelovým vaznicícm. Sendvičové panely jsou unikátní oplášťovacím materiálem, který se skládá z vnitřního trapézového plechu, izolační polyuretanové pěny a vnějšího trapézového plechu. Na výběr je široká škála barev dle vzorníku RAL a velké množství profilací plechu.
Sendvičové panely jsou vysoce kvalitní a jsou vhodné pro opláštění výrobních hal i skladů, prodejních hal, průmyslových center, zemědělských hal a autosalonů. Jsou bezúdržbové, mají dlouhou životnost a jejich montáž je velmi snadná a rychlá. Sendvičové panely jsou vhodné i pro opláštění budov pro potravinářský průmysl – např. chladírenské haly, mrazírenské haly a ULO sklady. Díky snadné údržbě se zde nemnoží žádné bakterie a plísně, panely jsou parotěsné a vzduchotěsné.

## Požární odolnost
Odolnost proti požáru u ocelových konstrukcí je paradoxně nižší, než u jiných materiálů. Přestože ocel patří do kategorie A1 (nejméně hořlavé materiály), za působení vysokých teplot dochází ke snižování jejích fyzikálně-technických parametrů. Zejména trpí únosnost a stabilita konstrukce a záhy hrozí zřícení celé stavby. Požární odolnost ocelových konstrukcí je možné zvýšit za pomoci některého z opatření, mezi které patří: vytvoření statických rezerv, vyplnění dutých profilů (sloupů) betonem, povrchové úpravy jako protipožární nástřik, nátěr, obetonování, obezdění, omítky nebo deskové obložení. Z ekonomického hlediska vychází nejlépe protipožární nástřik, který je oproti obkladům 2× levnější a tepelně izolační omítky na bázi vermikulitu patří mezi nejúčinnější opatření.